# ハリド・ビン・モーセン・シャーリ
ハリド・ビン・モーセン・シャーリ (アラビア語: خالد بن محسن الشاعري、1991年2月28日 - ) はサウジアラビア人の男性で、2013年8月に生存している人間の中で最も体重が重い人物であることが判明し、610kgとジョン・ブラワー・ミノックに次いで記録史上2番目に重い人物となった。
治療の結果、彼は半年で体重の半分以上にあたる320kgを減量した。

## 略歴
ハリド・ビン・モーセン・シャーリは1991年2月28日、サウジアラビア生まれ。BMI204の "現存する最も太った男 "に認定されたのは22歳のときだった。
2013年、サウジアラビアのアブドラ国王は、ジザンにある自宅から首都リヤドのキング・ファハド・メディカル・シティに来て、減量のための一連の食事療法と身体的プログラムを受けるよう命じた。 
減量中、2016年2月には5年ぶりに歩行器を使って歩けるようになった 。
2017年11月までに542kgの減量に成功し、現在の体重は68kgである。 
2018年1月、余分な皮膚を取り除く最後の手術を受けた。